# Чемпионат Югославии по международным шашкам
Чемпионат Югославии по международным шашкам — ежегодный турнир по шашкам среди мужчин, проводившийся в Югославии с 1974 года до её распада. Одним из организаторов и многократным его победителем был Миленко Лепшич.

## Призёры
| Номер | Год  | 1                  | 2                | 3                    |
| ----- | ---- | ------------------ | ---------------- | -------------------- |
| 1     | 1974 | Миленко Лепшич     | Тончи Раделья    | Славко Юричич        |
| 2     | 1975 | Миленко Лепшич     | Я. Ахел          | Юричич               |
| 3     | 1976 | Миленко Лепшич     | Петар Шегедин    | Я. Нижич Б. Голевщек |
| 4     | 1977 | Миленко Лепшич     |                  |                      |
| 5     | 1978 | Миленко Лепшич     | Петар Шегедин    | Владимир Печар       |
| 6     | 1979 | Петар Шегедин      | Зоран Медунич    | Божидар Любич        |
| 7     | 1980 | Владимир Рейц      | Зоран Петричевич | Миленко Лепшич       |
| 8     | 1981 | Миленко Лепшич     | Милен Ратович    | Небойта Радоевич     |
| 9     | 1982 | Миленко Лепшич     | Милен Ратович    | Владимир Рейц        |
| 10    | 1983 | Владимир Рейц      | Владимир Печар   | Миленко Лепшич       |
| 11    | 1984 | Владимир Рейц      | Зоран Петричевич | Небойта Радоевич     |
| 12    | 1985 | Владимир Рейц      | Милен Ратович    | Миленко Лепшич       |
| 13    | 1986 |                    |                  |                      |
| 14    | 1987 | Миленко Лепшич     | Владимир Рейц    | Зоран Шантек         |
| 15    | 1988 | Миленко Лепшич (9) | Милен Ратович    | Владимир Рейц        |
| 16    | 1989 | Любан Дедич        | Миленко Лепшич   | Зоран Шантек         |
| 17    | 1990 | Зоран Петричевич   | Миленко Лепшич   | Йошко Мандич         |